# Circuito Brasileiro de Voleibol de Praia Masculino de 2017–18
O Circuito Brasileiro de Voleibol de Praia Masculino de 2017-18, também chamado de Circuito Banco do Brasil de Vôlei de Praia Open, é a vigésima sétima edição da principal competição nacional de Vôlei de Praia na variante masculina, iniciado em 13 de setembro de 2017.

## Resultados

### Circuito Open 2017-18
| Evento                                                                 | Ouro                                  | Prata                                 | Bronze                                | Quarto lugar                       |
| 1ª Etapa Campo Grande, Mato Grosso do Sul 13 a 17 de setembro de 2017. | /André Loyola Stein Evandro Gonçalves | /Guto Vitor Felipe                    | /Álvaro Filho Saymon Barbosa Santos   | / Fernandão Ramon Ferreira         |
| 2ª Etapa Natal, Rio Grande do Norte 18 a 22 de outubro de 2017.        | / Hevaldo Moreira Arthur Lanci        | /Guto Vitor Felipe                    | / George Wanderley Pedro Solberg      | / Moisés Santos Bruno de Paula     |
| 3ª Etapa Itapema, Santa Catarina 15 a 19 de novembro de 2017.          | /André Loyola Stein Evandro Gonçalves | / George Wanderley Pedro Solberg      | /Álvaro Filho Saymon Barbosa Santos   | Vinícius Freitas Luciano de Paula  |
| 4ª Etapa Fortaleza, Ceará 24 a 28 de janeiro de 2018.                  | /Alison Cerutti Bruno Oscar Schmidt   | /André Loyola Stein Evandro Gonçalves | /Guto Vitor Felipe                    | / Bruno de Paula Thiago Santos     |
| 5ª Etapa João Pessoa, Paraíba 21 a 25 de fevereiro de 2018.            | /André Loyola Stein Evandro Gonçalves | /Alison Cerutti Bruno Oscar Schmidt   | /Guto Vitor Felipe                    | / Moisés Santos Rhooney Ferramenta |
| 6ª Etapa Maceió, Alagoas 14 a 18 de março de 2018.                     | /Alison Cerutti Bruno Oscar Schmidt   | / George Wanderley Pedro Solberg      | /André Loyola Stein Evandro Gonçalves | /Guto Vitor Felipe                 |
| 7ª Etapa Aracaju, Sergipe 4 a 8 de abril de 2018.                      | /André Loyola Stein Evandro Gonçalves | / Jô Gomes Léo Vieira                 | / George Wanderley Pedro Solberg      | /Guto Vitor Felipe                 |

## Ranking Final
| Posição           | Equipe                                            | Pontuação |
| ----------------- | ------------------------------------------------- | --------- |
| Medalha de ouro   | /André Loyola Stein Evandro Gonçalves             | 2520      |
| Medalha de prata  | /Guto Vitor Felipe                                | 2160      |
| Medalha de bronze | / George Wanderley Pedro Solberg                  | 1840      |
| 4                 | / Alison Cerutti Bruno Oscar Schmidt              | 1640      |
| 5                 | / Fernandão Ramon Ferreira                        | 1520      |
| 6                 | / Hevaldo Moreira Arthur Lanci                    | 1480      |
| 7                 | / Jô Gomes Léo Vieira                             | 1400      |
| 8                 | Luciano de Paula Vinícius Freitas                 | 1360      |
| 9                 | / Jeremy Casebeer Harley Marques                  | 1320      |
| 10                | Lipe Martins Fábio Guerra                         | 1240      |
| 11                | Marcus Carvalhaes Vinícius Cardoso                | 1200      |
| 12                | /Álvaro Filho Saymon Barbosa Santos               | 1080      |
| 13                | Guto Dulinski Luccas Lima                         | 1040      |
| 14                | / Pedro Henrique Benjamin Insfran                 | 920       |
| 15                | Raúl Andrades Álvaro Andrade                      | 840       |
| 16                | Eduardo Davi Marcus Borlini                       | 800       |
| 16                | / Miguel Ortigosa Jefferson do Nascimento Coimbra | 800       |
| 16                | Felipe Cavazin Adrielson Emanuel                  | 800       |
| 19                | /Moisés Santos Bruno de Paula                     | 720       |
| 20                | /Rafa Queiroz Mauricio Acosta                     | 640       |
| 21                | /Eduardo Davi Ricardo Alex Santos                 | 600       |
| 22                | / Oscar Brandão Thiago Santos Barbosa             | 560       |
| 22                | / Gilmário Vidal Bernardo de Lima                 | 560       |
| 22                | / Averaldo Pereira Bernardo de Lima               | 560       |

### Premiações individuais
Os destaques da temporada foram ː
| MVP                     | André Loyola Stein    | Espírito Santo (estado)   |
| Melhor Ataque           | Evandro Gonçalves     | Rio de Janeiro            |
| Craque da Galera        | Bruno Oscar Schmidt   | Distrito Federal (Brasil) |
| Melhor Bloqueio         | Alison Cerutti        | Espírito Santo (estado)   |
| Melhor Saque            | Evandro Gonçalves     | Rio de Janeiro            |
| Melhor Recepção/Passe   | Bruno Oscar Schmidt   | Distrito Federal (Brasil) |
| Melhor Defesa           | Gustavo Carvalhaes    | Rio de Janeiro            |
| Melhor Levantador       | Bruno Oscar Schmidt   | Distrito Federal (Brasil) |
| Atleta que mais evoluiu | George Wanderley      | Paraíba                   |
| Revelação               | Adrielson Silva       | Paraná                    |
| Melhor Técnico          | Ednilson Costa Junior | Rio de Janeiro            |